# Alasia del Monferrato
Alasia (Adelaide o Adalasia) degli Aleramici di Monferrato (1150 – Saluzzo, 1232), figlia di Guglielmo V il Vecchio, apparteneva alla famiglia degli Aleramici del Monferrato. Sposò il cugino Manfredo II di Saluzzo, membro di un ramo secondario della dinastia, i Del Vasto.

## Biografia
Alla morte del marito, nel 1215, essa assunse la reggenza sul giovane nipote Manfredo III, un bambino di appena dieci anni, rimanendo al suo fianco per otto anni come reggente, e poi come consigliera fino alla sua morte, avvenuta nel 1232.
Alasia, donna energica e di grandi vedute, seppe avvicinare i marchesati del Monferrato e di Saluzzo mediante una solida alleanza; consolidò il potere del nipote sanando gli screzi avvenuti durante gli ultimi anni di regno del marito Manfredo II con gli abati e con i membri delle grandi famiglie signorili. 
Grazie alla figura di Alasia, Manfredo III riuscì ad introdursi all'interno della politica piemontese di quegli anni, inserendosi nella rete di rapporti che i suoi predecessori avevano intrecciato prima di lui. 

## Ascendenza
|                            |                          |                            | Genitori              |  |  | Nonni |  |  | Bisnonni                    |  |  | Trisnonni                |  |
|                            |                          |                            |                       |  |  |       |  |  | Guglielmo IV del Monferrato |  |  | Ottone II del Monferrato |  |
|                            |                          |                            |                       |  |  |       |  |  | Guglielmo IV del Monferrato |  |  | Ottone II del Monferrato |  |
|                            |                          | Costanza di Savoia         |                       |  |  |       |  |  | Guglielmo IV del Monferrato |  |  |                          |  |
| Ranieri I del Monferrato   |                          |                            |                       |  |  |       |  |  | Guglielmo IV del Monferrato |  |  |                          |  |
|                            |                          | Otta di Agliè              | Tibaldo di Agliè      |  |  |       |  |  |                             |  |  |                          |  |
|                            |                          | Otta di Agliè              | Tibaldo di Agliè      |  |  |       |  |  |                             |  |  |                          |  |
|                            |                          | Otta di Agliè              | …                     |  |  |       |  |  |                             |  |  |                          |  |
| Guglielmo V del Monferrato |                          | Otta di Agliè              |                       |  |  |       |  |  |                             |  |  |                          |  |
|                            |                          | Guglielmo I di Borgogna    | Rinaldo I di Borgogna |  |  |       |  |  |                             |  |  |                          |  |
|                            |                          | Guglielmo I di Borgogna    | Rinaldo I di Borgogna |  |  |       |  |  |                             |  |  |                          |  |
|                            |                          | Guglielmo I di Borgogna    | Alice di Normandia    |  |  |       |  |  |                             |  |  |                          |  |
| Gisella di Borgogna        |                          | Guglielmo I di Borgogna    |                       |  |  |       |  |  |                             |  |  |                          |  |
|                            |                          | Stefania di Borgogna       | …                     |  |  |       |  |  |                             |  |  |                          |  |
|                            |                          | Stefania di Borgogna       | …                     |  |  |       |  |  |                             |  |  |                          |  |
|                            |                          | Stefania di Borgogna       | …                     |  |  |       |  |  |                             |  |  |                          |  |
| Alasia del Monferrato      |                          | Stefania di Borgogna       |                       |  |  |       |  |  |                             |  |  |                          |  |
|                            | Leopoldo II di Babenberg | Ernesto di Babenberg       |                       |  |  |       |  |  |                             |  |  |                          |  |
|                            | Leopoldo II di Babenberg | Ernesto di Babenberg       |                       |  |  |       |  |  |                             |  |  |                          |  |
|                            | Leopoldo II di Babenberg | Adelaide di Eilenburg      |                       |  |  |       |  |  |                             |  |  |                          |  |
| Leopoldo III di Babenberg  | Leopoldo II di Babenberg |                            |                       |  |  |       |  |  |                             |  |  |                          |  |
|                            |                          | Ida di Formbach-Ratelnberg | Rapoto IV di Cham     |  |  |       |  |  |                             |  |  |                          |  |
|                            |                          | Ida di Formbach-Ratelnberg | Rapoto IV di Cham     |  |  |       |  |  |                             |  |  |                          |  |
|                            |                          | Ida di Formbach-Ratelnberg | Matilde               |  |  |       |  |  |                             |  |  |                          |  |
| Giuditta di Babenberg      |                          | Ida di Formbach-Ratelnberg |                       |  |  |       |  |  |                             |  |  |                          |  |
|                            |                          | Enrico IV di Franconia     | Enrico III il Nero    |  |  |       |  |  |                             |  |  |                          |  |
|                            |                          | Enrico IV di Franconia     | Enrico III il Nero    |  |  |       |  |  |                             |  |  |                          |  |
|                            |                          | Enrico IV di Franconia     | Agnese di Poitou      |  |  |       |  |  |                             |  |  |                          |  |
| Agnese di Waiblingen       |                          | Enrico IV di Franconia     |                       |  |  |       |  |  |                             |  |  |                          |  |
|                            |                          | Berta di Savoia            | Oddone di Savoia      |  |  |       |  |  |                             |  |  |                          |  |
|                            |                          | Berta di Savoia            | Oddone di Savoia      |  |  |       |  |  |                             |  |  |                          |  |
|                            |                          | Berta di Savoia            | Adelaide di Susa      |  |  |       |  |  |                             |  |  |                          |  |
|                            |                          | Berta di Savoia            |                       |  |  |       |  |  |                             |  |  |                          |  |